# Familicídio no Distrito Federal em 2023
O familicídio no Distrito Federal em 2023, caso que ficou mais conhecido na imprensa brasileira como a chacina no DF, se refere ao assassinato de 10 pessoas de uma mesma família entre final de dezembro de 2022 e meados de janeiro de 2023.
Gideon Batista de Menezes, Horácio Carlos Ferreira Barbosa, Fabrício Silva Canhedo, Carlomam dos Santos Nogueira, Carlos Henrique de Oliveira, mais conhecido como Galego, foram presos em conexão com o caso. Um adolescente de 17 anos também está sendo investigado.
Segundo o Portal Terra, o delegado Ricardo Viana, titular da 6ª DP, disse durante a coletiva de imprensa realizada no dia 27 de janeiro, no fim das investigações: "que outros policiais nesta delegacia não tenham uma outra investigação tão dolorosa quanto essa". "O delegado revelou que a crueldade pela qual as vítimas passaram 'jamais foi vista no âmbito dessa Polícia Judiciária', e que 'chocou' todos os policiais", revelou o Terra também.
O caso, considerado a maior chacina da história do Distrito Federal, repercutiu em grandes veículos de imprensa do país, como o portal g1 da Globo, a CNN Brasil e a Folha de S.Paulo.

## Vítimas
- Marcos Antônio Lopes de Oliveira, de 54 anos; tinha uma ficha criminal com 12 passagens, tendo conhecido Gideon e Horácio na Penitenciária da Papuda [7][8]
- Renata Juliene Belchior, de 52 anos, esposa de Marcos e mãe de Thiago
- Gabriela Belchior, de 25 anos, filha de Marcos e Renata
- Cláudia Regina Marques de Oliveira, de 54 anos, ex-mulher de Marcos
- Ana Beatriz Marques de Oliveira, de 19 anos, filha de Cláudia e Marcos
- Thiago Gabriel Belchior, de 30 anos, filho de Marcos e marido de Elizamar Silva
- Elizamar Silva, de 39 anos, cabeleireira, nora de Marcos
- Gabriel da Silva, de 7 anos, filho de Thiago e Elizamar, neto de Marcos
- Rafael da Silva, de 6 anos, filho de Thiago e Elizamar, neto de Marcos
- Rafaela da Silva, de 6 anos, filha de Thiago e Elizamar, gêmea de Rafael

## O crime

### Pano de fundo
Marcos Antônio Lopes de Oliveira, sua esposa Renata e a filha do casal, Gabriela, moravam numa chácara, no condomínio do Itapoã, onde também moravam Gideon e Horácio. Ao saberem que Marcos pretendia vender as terras, a dupla arquitetou um plano: matar Marcos e seus descendentes para que pudessem se tornar donos da propriedade, avaliada em 2 milhões de reais. Além disto, eles também sabiam que a ex-esposa de Marcos, Cláudia, tinha recebido 200 mil com a venda de uma casa, dinheiro com o qual também queriam ficar.
O crime começou a ser planejado meses antes, segundo apurações da Polícia Civil, o que incluiu o aluguel de uma casa no Vale do Sol em outubro de 2022 que depois serviria como cativeiro.

### Motivação
Segundo a corporação, a chacina foi motivada pelos R$ 2 milhões que a venda da propriedade poderia render. No entanto, Marcos, que havia assumido o lugar de outro chacareiro sem a aprovação dos donos, sequer era dono da chácara, já que um processo de reintegração de posse estava em tramitação na Justiça.

### Cronologia
28 de dezembro de 2022: Marcos, sua esposa Renata e a filha do casal, Gabriela, foram rendidos na chácara onde moravam por Carlomam e o adolescente, numa simulação de assalto, onde Gideon e Horácio se fingiram de vítimas. Marcos reagiu e Carloman o baleou na nuca. Em seguida, todos foram amordaçados, vendados, amarrados e levados para o cativeiro em Planaltina, onde Carlomam, Gideon e Horácio esquartejaram o corpo de Marcos antes de o enterrarem. Uma autópsia apontará se ele ainda estava vivo quando foi esquartejado.
4 de janeiro de 2023: usando o celular de Marcos, o grupo armou uma armadilha para para Cláudia, ligando para oferecer a ajuda de Gideon, Horácio e Fabrício na mudança dela e da filha, Ana Beatriz, para a nova casa. No local, os três permitiram a entrada de Carlomam, que rendeu mãe e filha em uma nova simulação de assalto, com Gideon e Horácio se fazendo novamente de vítimas. Ambas foram levadas para o cativeiro de Planaltina, onde Gabriela e Renata já estavam.
12 de janeiro de 2023: Thiago, filho de Marcos Antônio, perguntou a Gideon e Horácio sobre o paradeiro do pai, o que fez o grupo antecipar o sequestro de sua família. Também atraído com uma mensagem enviada do celular do pai, que pedia que ele levasse a esposa e os filhos até a chácara, ele foi foi amordaçado e levado ao cativeiro em Planaltina. Já a esposa e os filhos, Elizamar, Gabriel, Rafael e Rafaela, foram levados de carro para Cristalina, Goiás, onde foram mortos e o veículo foi queimado. "Vou precisar de ajuda urgente. Se possível vem com a Lizi (Elizamar) e os meninos", dizia parte da mensagem enviada a Thiago pelo grupo de criminosos.
14 de janeiro de 2023: Renata e Gabriela são levadas de carro para Unaí, Minas Gerais, onde são mortas e o carro é queimado.
15 de janeiro de 2023: Carlomam e Horácio matam Thiago, Cláudia e Ana a facadas e enterraram os corpos em uma cisterna, numa área rural de Planaltina.

## Investigações
As investigações começaram no dia 12 de janeiro, após os dois filhos mais velhos de Elizamar notarem que a mãe havia sumido. Eles procuraram a polícia, que começou as buscas, encontrando o carro da cabeleireira, com quatro corpos carbonizados, numa rodovia estadual de Cristalina, em Goiás, no dia 13 de janeiro. Também no dia 13, a denúncia de que outras quatro pessoas da família tinham desaparecido – Thiago, Marcos, Renata e Gabriela – foi feita e policiais encontraram um carro pertencente a Marcos com dois corpos carbonizados no dia 14. O corpo de Marcos foi encontrado no dia 18 e os corpos de Thiago, Cláudia e Ana, no dia 24.
Segundo as apurações policiais, as vítimas em cativeiro haviam sido obrigadas a passar dados pessoais e informações bancárias para os criminosos, além de fornecer os cartões de crédito e as senhas.

## Prisão, julgamento e pena
Horácio e Gideon foram os primeiros a serem presos e inicialmente culparam Marcos e Thiago pela chacina, tendo dito inclusive que Thiago havia matado os filhos. Fabrício foi preso no mesmo dia, 17 de janeiro, à noite.
Carloman dos Santos se entregou no dia 25 de janeiro (a polícia chegou a oferecer uma recompensa de 20 mil por informações), enquanto Carlos foi o último a ser preso.
Os cinco presos, que aguardam julgamento, foram indiciados pelos crimes de latrocínio (roubo seguido de morte), corrupção de menores, extorsão mediante sequestro qualificado pelo resultado morte, homicídio qualificado por motivo torpe e ocultação de cadáver. Somadas, as penas podem passar de 300 anos de prisão.

## Atualizações
No dia 16 de fevereiro de 2023, a Câmara dos Deputados do DF homenageou os policiais civis que elucidaram o crime.